# Ранняя канадская банковская система
Ранняя банковская система Канады (англ. early Canadian banking system) — банковская система колоний Британской империи в Северной Америке до создания Канадской Конфедерации в 1867 году. Территория ранней банковской системы Канады охватывала Британскую Северную Америку и Новую Францию до 1763 года, которые были переименованы в Верхнюю и Нижнюю Канаду.
Ранняя банковская система Канады регулировалась колониальным правительством. Примитивные формы банковской деятельности возникли в ранний колониальный период для решения так называемой проблемы «утечки богатства» (англ. drain of wealth), вызванной меркантилистской политикой властей и характерной для колоний Британской империи. Утечка богатства вызвала дефицит золота или серебра в колониях, что, в свою очередь, привело к нехватке средств денежного обращения и платежей.

## Денежные суррогаты (до учреждения банков)

### Карточные деньги

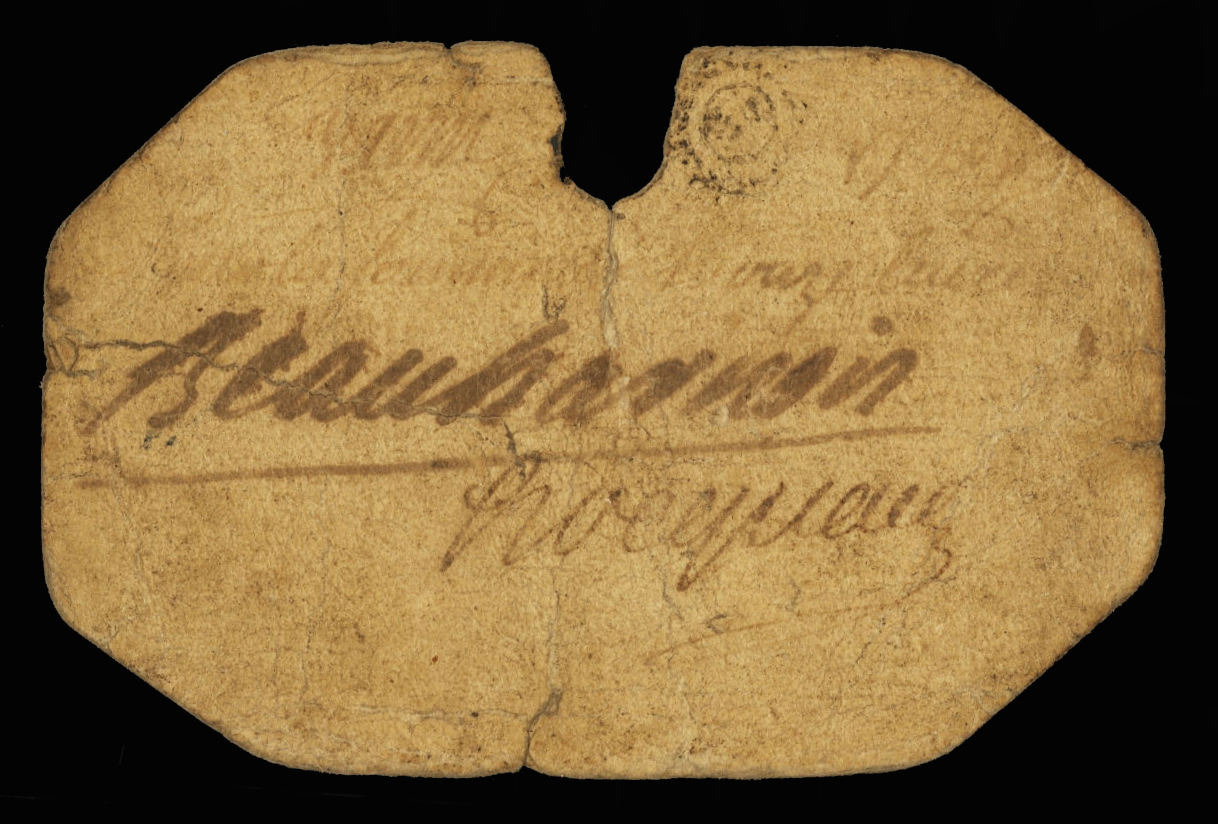
Игральная карта номиналом 12 ливров, обращавшаяся в Канаде (1735 год)

В Новой Франции игральные карты с надписями использовались как средство оплаты в 1680-е годы по распоряжению интенданта новой Франции, в дополнение к монетам, введенным в обращение в 1660-х годах. Однако отток металлических денег из Новой Франции в Европу в результате меркантилистской торговой политики Великобритании сделала невозможным обеспечение «карточных денег» металлическими деньгами. Таким образом, «карточные деньги» оказались необеспеченными, и карточная денежная система рухнула в 1690-е годы, что привело к многолетнему недоверию к бумажным деньгам среди французских поселенцев.
«Карточные деньги» были заменены в XIX веке на переводные векселя (долговые расписки), называемые «бонами» (фр. bon pour), что означало «удостоверяю» или «акцептую». Бумажные расписки были выпущены в ограниченном объёме французскими торговцами, которые не имели другого доступного вида денег. Фактически торговцы были вынуждены создать собственные бумажные деньги, тем самым, став первыми канадскими банкирами. Выпуск расписок быстро распространился в Британской Северной Америке после 1763 года, когда Новая Франция перешла под контроль Великобритании.

Боны оставались распространенными до 1812 года, наряду с фунтом стерлингом, американской и испанской звонкой монетой, а также иностранными монетами, оцененными по галифакской системе.

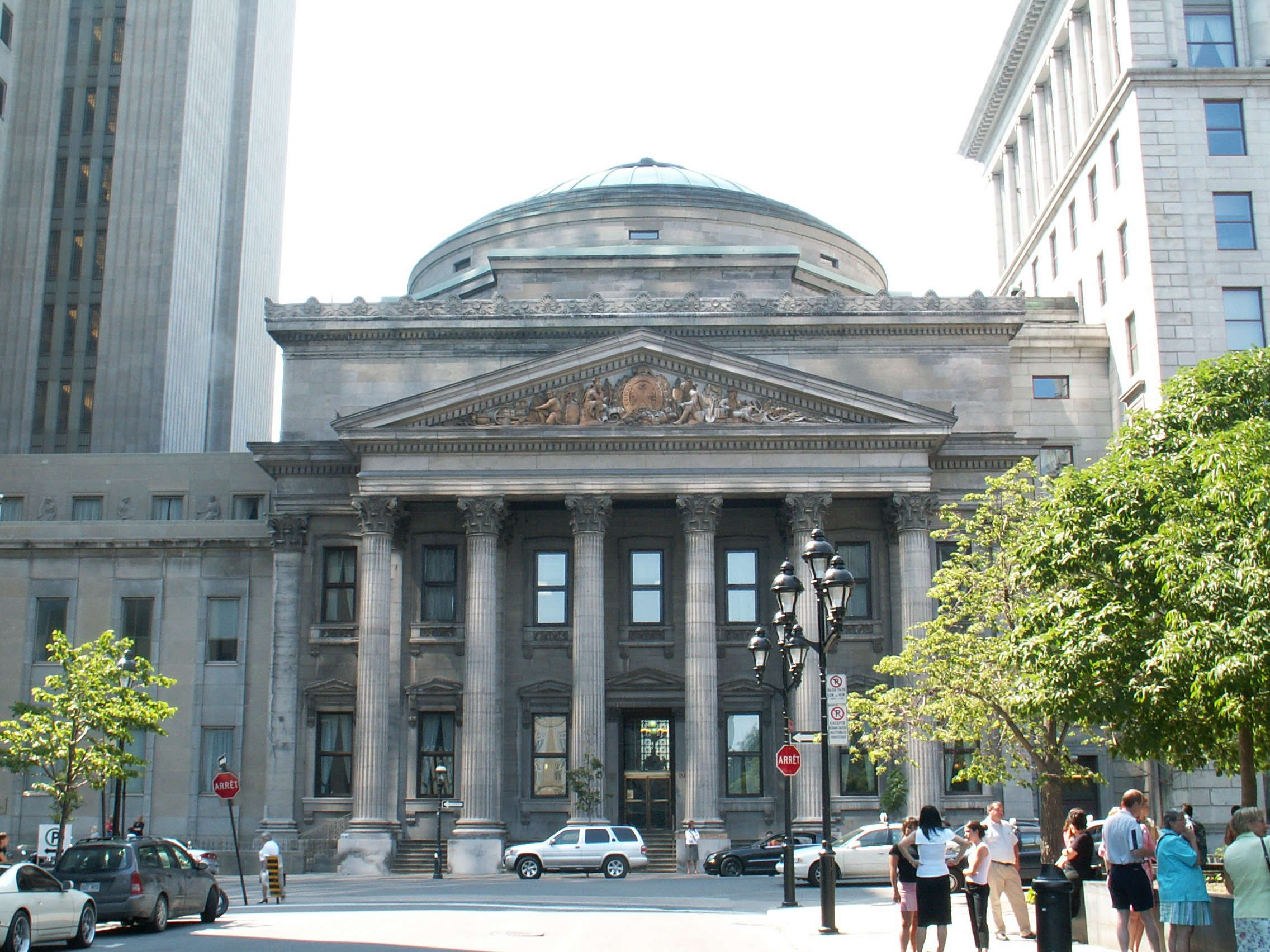
Банк Монреаля — первый банк Канады

### Армейские векселя
Британская администрация, возглавляемая Айзеком Броком в 1812 году ввела в денежное обращение называемые армейские векселя (англ. army bills) для финансирования англо-американской войны 1812—1815 годов. Объём эмиссии составил 250 тыс. фунтов стерлингов, векселя выпускались от имени британского правительства. Армейские векселя имели номинал 25 долларов и приносили своим держателям 6 % в год. Векселя могли быть конвертированы в переводные векселя Казначейства Великобритании в Лондоне в течение тридцати дней. Они получили широкое распространение во время военных действий и позволили компенсировать дефицит металлических денег в Верхней и Нижней Канаде. В отличие от карточных денег, использовавшихся в конце XVII века, армейские векселя подлежали погашению золотыми монетами по окончании войны. Они зарекомендовали себя как надежное платёжное средство, и недоверие к бумажным деньгам исчезло. Army Bill Office, располагавшийся в Квебеке и отвечавший за выпуск векселей, был ликвидирован в 1820 году.

## Уполномоченные банки

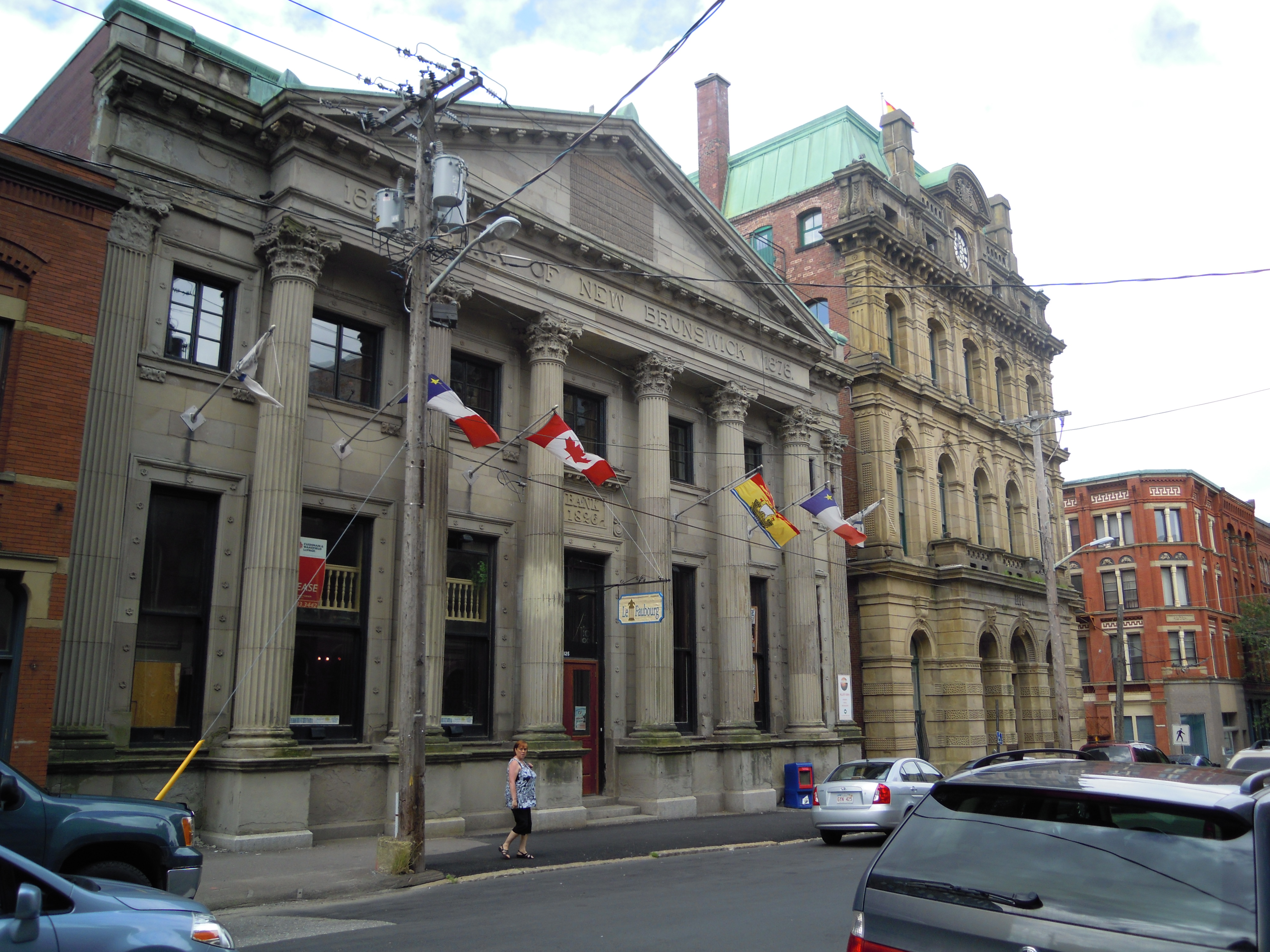
Bank of New Brunswick — четвёртый банк, созданный в Канаде

Первые дискуссии о необходимости учреждения в Монреале Canada Banking Company, которая занималась бы эмиссией банкнот, приемом вкладов и учетом коммерческих векселей, датируются 1792 годом. Однако решение властями в Лондоне так и не было принято.
В 1817 году монреальские банкиры получили от британского правительства лицензию (чартер) на открытие первого банка в Канаде. Им стал Банк Монреаля. По лицензии Банк Монреаля получил монополию на право выпуска векселей по образцу армейских. Благодаря монопольному положению Банк Монреаля де-факто выступал центральным банком для Верхней и Нижней Канады.

После 1817 года Великобритания предоставила лицензию ещё нескольким банкам, в том числе Банку Кингстона, который должен был выступить конкурентом Банку Монреаля в Верхней Канаде. Новые уполномоченные банки были обязаны признавать платёжные средства, выпускаемые друг другом, что способствовало развитию торговли в Британской Северной Америке.

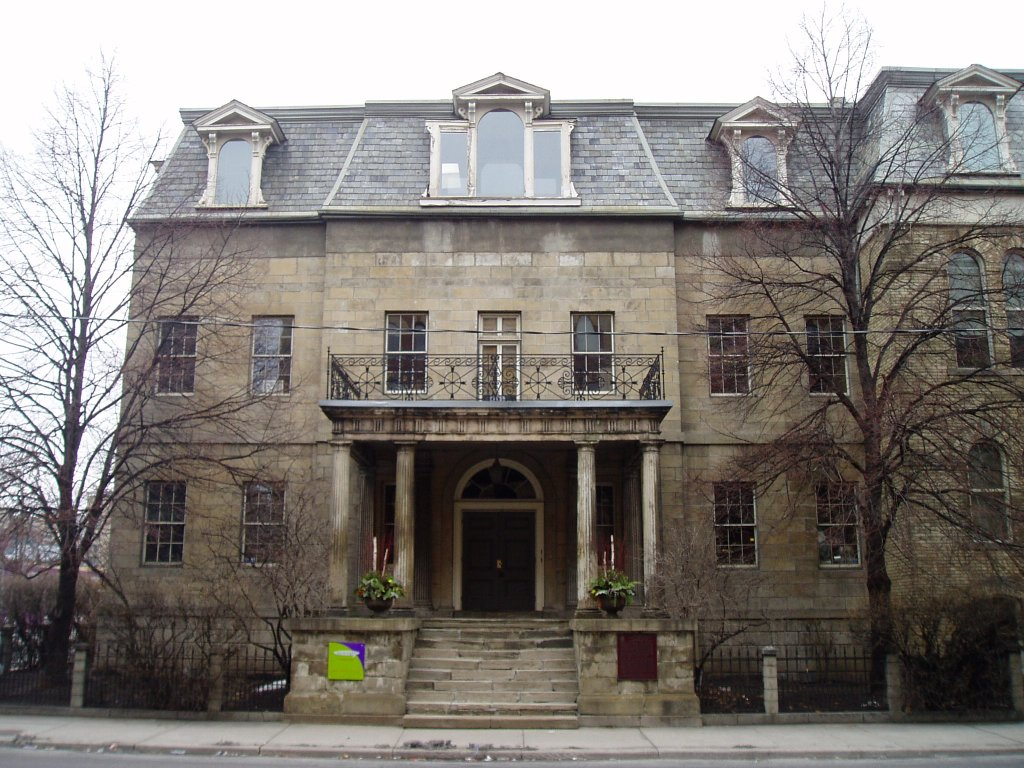
Bank of Upper Canada — пятый банк, созданный в Канаде

Таблица. Первые уполномоченные банки Канады.
| Год  | Банк                            | Собственный капитал, фунтов стерлингов | Развитие                                                           |
| ---- | ------------------------------- | -------------------------------------- | ------------------------------------------------------------------ |
| 1817 | Company of the Bank of Montreal | 250 000                                | действует                                                          |
| 1818 | Quebec Bank                     | 75 000                                 | поглощение Royal Bank of Canada в 1917 году                        |
| 1818 | Bank of Canada                  | 200 000                                | ликвидация в 1831 году, кредитный портфель куплен Bank of Montreal |
| 1820 | Bank of New Brunswick           | 50 000                                 | слияние с Bank of Nova Scotia в 1913 году                          |
| 1821 | Bank of Upper Canada            | 100 000                                | банкротство в 1866 году                                            |

### Денежная эмиссия
Денежная эмиссия (выпуск банкнот и токенов) находилась в ведении частных банков. Это приводило к высокой инфляции в периоды рецессии в канадской экономике.

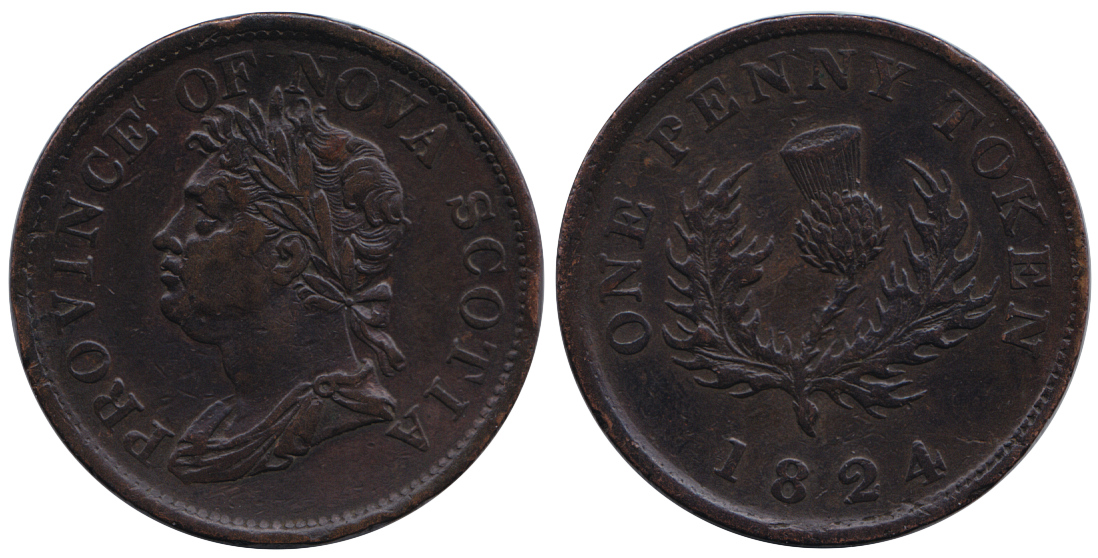
Токен номиналом 1 пенни, отчеканенный для английской колонии Новая Шотландия в 1824 году. Медь.

В связи с нехваткой наличной валюты в обращении находились британские фунты стерлингов, американские доллары и мексиканские (испанские колониальные) песо. Курс обмена между ними регулировался несколькими конкурирующими частными банками. В качестве условной расчётной единицы был принят канадский фунт, который, несмотря на название, никогда не был эквивалентен британскому.
Помимо указанных валют, каждый из банков выпускал свои боны, номинированные в канадских фунтах, а также разменные токены номиналом в 1 пенни и полпенса (1 су).
К наиболее курьёзным случаям следует отнести деформацию испанского колониального песо, из которого штампом выбивалась середина. Как продырявленный песо, так и выбитая из него середина использовались как разменные монеты.

### Правовое регулирование
Правовые основы канадской банковской системы были заложены законами, принятыми в 1870 и 1871 годах. Банковская система оставалась относительно децентрализованной до 1935 года, когда в ответ на Великую Депрессию власти учредили Банк Канады.

## Канадский доллар

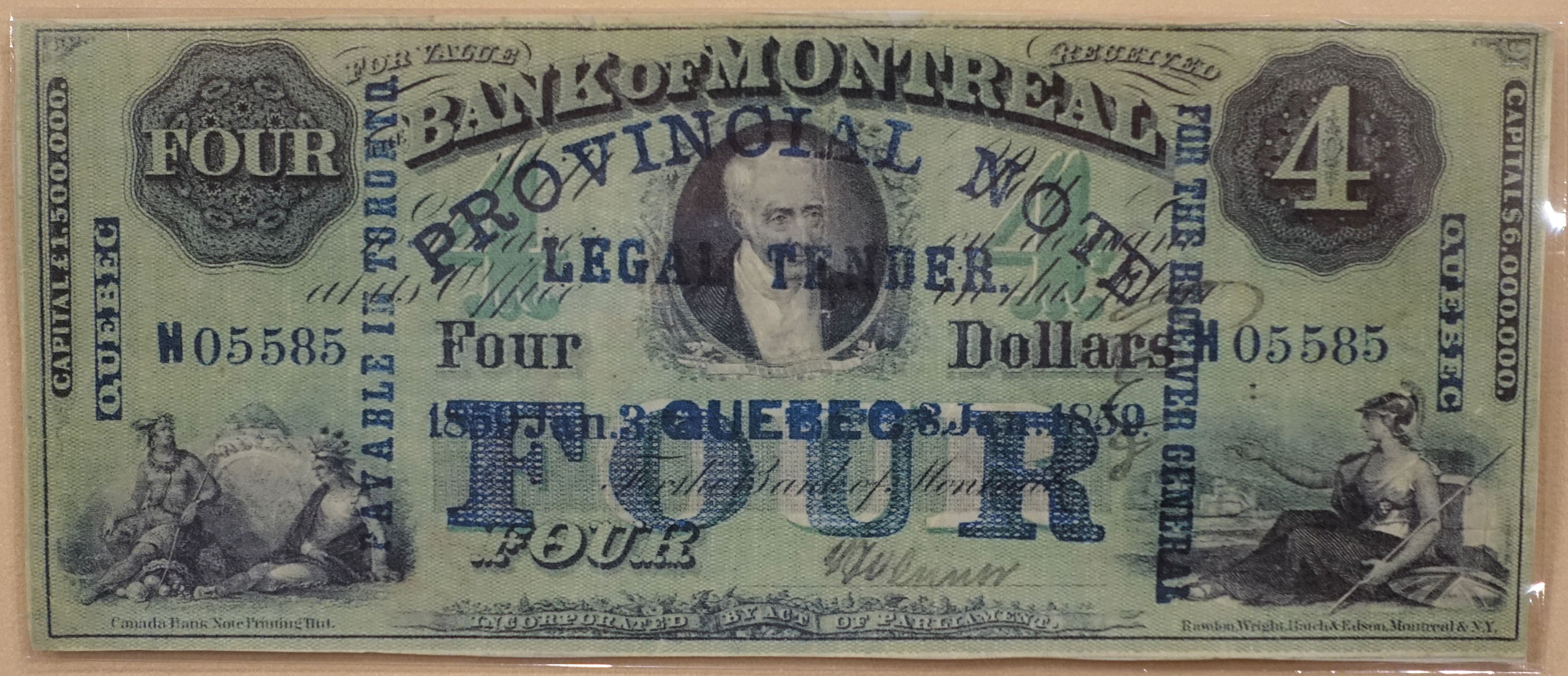
Банкнота Банка Монреаля номиналом 4 доллара с надпечаткой «провинциальная банкнота».

В 1866 году принимается Закон о провинциальных банкнотах (англ. Provincial Note Act), который позволил правительству самостоятельно производить эмиссию бумажных денег. Закон положил начало долгосрочной политики государственного вмешательства в экономику Канады. В Законе о Британской Северной Америке от 1867 года политика получила формализацию, что позволило правительству контролировать чеканку монет, выпуск векселей, долговых расписок, банкнот и банковское дело. Унификация заложила основу введения в Канаде единой денежной единицы. Канадский доллар введен в обращение в 1871 году, а банкноты уполномоченных банков были упразднены. В Ньюфаундленде (который до 1949 года формально оставался британской колонией) в обращении находился ньюфаундлендский доллар, который после банковского кризиса, оказался привязан к канадскому доллару.

## Финансовая стабильность

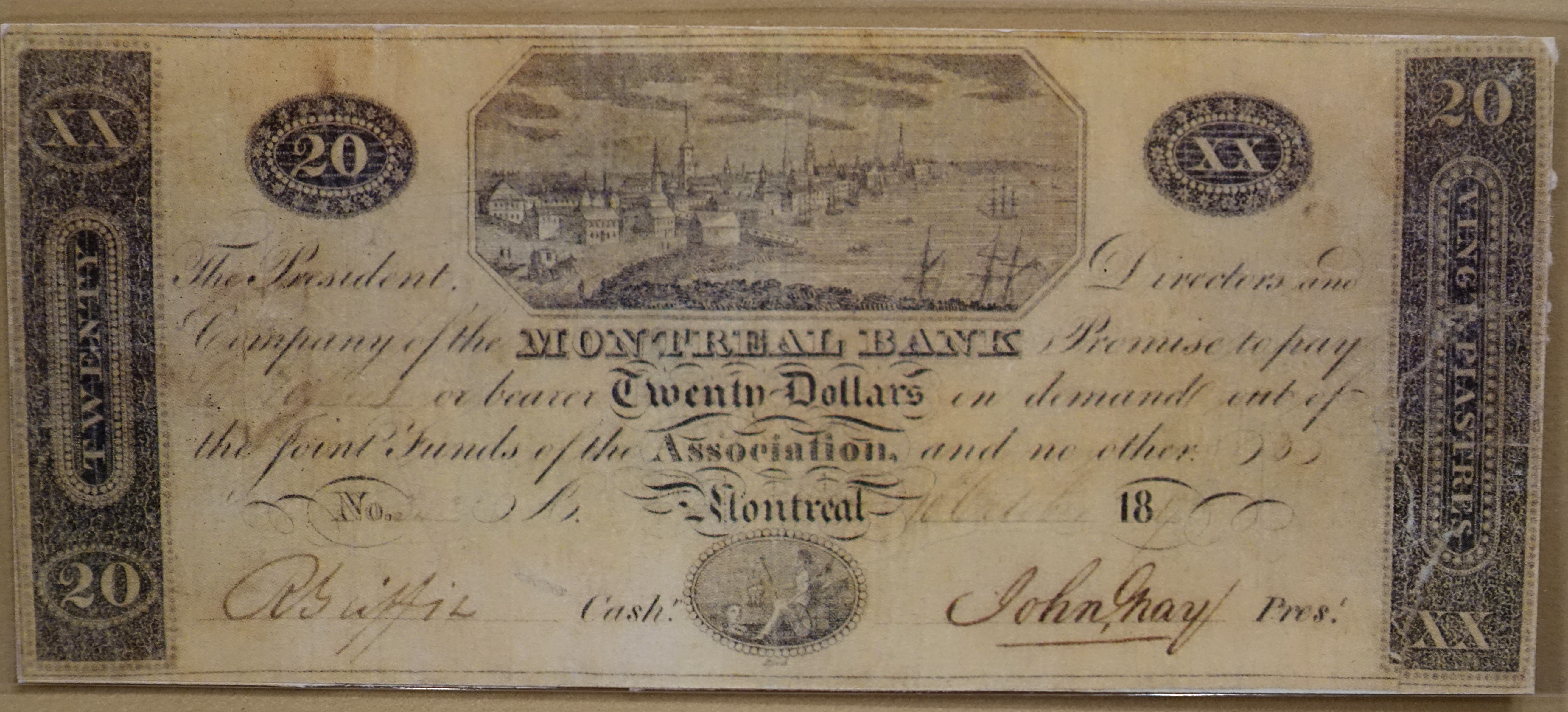
Банкнота Банка Монреаля номиналом 20 долларов, 1817 год

Несмотря на периодические банкротства канадская банковская система демонстрирует образец финансовой стабильности. Со времени открытия первого банка в 1817 году до учреждения Канадской конфедерации в 1867 году в Канаде было закрыто всего 19 банков. В течение следующего периода, от Канадской конфедерации до банкротства Home Bank of Canada в 1923 году свои двери закрыли 26 банков. После учреждения Канадской конфедерации развитие банковской системы в Канаде пошло по пути, отличному от США. В то время как в США возникло множество мелких банков, обслуживающих только один город или штат, в канадской банковской системе доминировало несколько банков с разветвленной сетью филиалов. Канадская система отличалась высокой стабильностью. Число банкротств банков в стране было намного меньше, чем в США или Австралии в тот период времени. С 1929 по 1933 годы в США с рынка ушло 9765 банков, в то время как в Канаде не наблюдалось ни одного банкротства. Считается, что причиной высокой стабильности банковской системы была диверсификации рисков за счет разветвленной сети филиалов и отделений.

## Прочее
На первом этаже Банка Канады в Оттаве с 5 декабря 1980 года открыт канадский Музей денег. В 2010-е гг. он переехал в новое здание ближе к Парламенту Канады.